# Gold Coast United FC
Gold Coast United Football Club je australský fotbalový klub se sídlem v Gold Coast, v Queenslandu. Hraje National Premier League Queensland, dříve hrál i A-League. Byl založen v roce 2008. Během své první sezóny skončil v A-League třetí, v druhé sezóně obsadil 4. místo, ale ve své třetí sezóně skončil na posledním 10. místě. Návštěvnost jejich zápasů klesla z v průměru 5 500 diváků na zápas na v průměru necelých 3 300 diváků na zápas. Dne 29. února 2012 FFA odebrala klubu licenci A-League. FFA byla s vlastníkem klubu, Palmerem, v konfliktu. V lize je nahradil Western Sydney Wanderers FC.
Dne 3. srpna 2017 bylo oznámeno, že klub bude hrát National Premier League Queensland.